# Барри Фицджеральд
Барри Фицджеральд (англ. Barry Fitzgerald, при рождении Уильям Джозеф Шилдс (англ. William Joseph Shields); 10 марта 1888 — 14 января 1961) — ирландский актёр, обладатель премии «Оскар».

## Биография
Барри Фицджеральд актёрской карьерой серьёзно занялся лишь в 1929 году, до этого занимая одну из должностей на государственной службе. Его брат, Артур Шилдс, свою жизнь так же связал с актёрской карьерой, дебютировав на театральной сцене несколькими годами ранее Барри. В течение нескольких лет Фицджеральд был соседом знаменитого ирландского драматурга Шона О’Кейси, благодаря чему появился в некоторых его пьесах, включая постановку «Юнона и павлин».
В 1936 году Барри Фицджеральд дебютировал в Голливуде в экранизации пьесы всё того же Шона О’Кейси «Плуг и звезды», режиссёром которой выступил Джон Форд. Затем последовали новые успешные роли в таких американских фильмах, как «Долгий путь домой» (1940), «Как зелена была моя долина» (1941), «И не осталось никого» (1945), «Обнажённый город» (1948) и «Тихий человек» (1952). Наивысшего успеха актёру принесла роль отца Фицджиббона в фильме «Идти своим путём» (1944), благодаря которой он стал первым и единственным актёром, номинированным за одну и ту же роль на «Оскар» как лучший актёр и как лучший актёр второго плана. После этого Американская киноакадемия не допускала более таких номинаций.
Будучи поклонником гольфа, Фицджеральд умудрился во время одной из игр отбить голову своей статуэтке «Оскара». Заветная награда оказалось такой хрупкой из-за того, что в годы Второй мировой войны она изготавливалась из гипса, а не из британиума, ввиду дефицита ценного металла в военное время.
В середине 1950-х актёр исполнил пару ролей на телевидении в сериалах «Театр „Дженерал Электрик“» и «Альфред Хичкок представляет». В 1959 году Барри Фицджеральд вернулся в Дублин, где спустя два года скончался от инфаркта в возрасте 72 лет. Достижения актёра в кино и на телевидении были отмечены двумя звёздами на голливудской «Аллее славы».

## Премии
- Оскар 1945 — «Лучший актёр второго плана» («Идти своим путём»)
- Золотой глобус 1945 — «Лучший актёр второго плана» («Идти своим путём»)